# Ecologia digital
Ecologia Digital é a convergência do código digital com o ambientalismo. A versão mais desenvolvida deste conceito, a qual logrou trazer a abstração para o campo prático, é apresentada por James Boyle, professor de direito da Duke University. Sua abordagem compara as políticas de propriedade intelectual e direito autoral com as políticas ambientalistas.
De acordo com Boyle, temos urgência na criação de políticas de propriedade intelectual que possam contrabalançar os marcos regulatórios hoje em vigor, os quais em sua visão, apresentam tendências estruturais—típicas da era industrial—no sentido da super-proteção. Além disso, a perspectiva sobre propriedade intelectual no contexto da era da informação ainda não está devidamente apresentada e esclarecida, seja no entendimento popular ou no debate político. Este contraponto é urgente e necessário neste momento da história.
É neste contexto que surge a noção de Ecologia Digital. Boyle utiliza o movimento ambientalista como analogia para descrever como uma economia política da propriedade intelectual pode surgir. Ele demonstra como o conceito de "ambiente" possibilitou a articulação de diferentes grupos com diferentes (e às vezes conflitantes) interesses em torno de uma ampla coalizão.
Portanto, o que se faz necessário em termos de mídia digital é um arranjo político que possa efetivamente defender não somente o "domínio público", mas também as demais instâncias e oportunidades geradas pelo advento do 'ciberespaço': democratização do acesso, promoção da digitalização dos acervos públicos, livre acesso ao conhecimento científico disponível, e a promoção de tecnologias livres para a coleta, organização, disponibilização, comunicação, agregação e uso colaborativo da informação na rede.
Enquanto problemas ambientais podem concretamente destruir a 'biosfera', excessos em termos de proteção da propriedade intelectual e restrições de acesso podem fazer o mesmo com o 'ciberespaço'.